# Yun Junsang
Yun Junsang (né le 20 novembre 1987) est un joueur de go professionnel en Corée du Sud.

## Biographie
Yun est devenu professionnel en 2001. En 2002, seulement 3 mois après être devenu professionnel, il parvient à se qualifier pour le premier tour de la 7e Coupe LG. En 2003, il râte de peu l'accès à la finale du titre Kisung contre Lee Chang-ho, mais il perd la semi-finale contre Cho Hunhyun. En 2007, il remporte son premier titre, le Guksu.
Yun a été promu 3e dan en 2004, 4e dan en 2005, et 5e dan en 2007.

## Titres
| Titre | Années |
| ----- | ------ |
| Guksu | 2007   |
| Total | 1      |